# Svjatosjyn (metrostation)
Svjatosjyn (Oekraïens: Святошин, ⓘ) is een station van de metro van Kiev. Het station maakt deel uit van de Svjatosjynsko-Brovarska-lijn en werd geopend op 5 november 1971. Tot mei 2003 was Svjatosjyn het westelijke eindpunt van de lijn. Het metrostation bevindt zich onder de Prospekt Peremohy (Overwinningslaan) in het westen van Kiev en dankt zijn naam aan het stadsdeel Svjatosjyn.
Samen met Nyvky en Svjatosjyn behoort station Berestejska tot de eerste Kievse metrostations die ondiep gelegen zijn en volgens de openbouwmethode werden aangelegd. In de perronhal bevinden zich twee rijen achthoekige zuilen. Op de betegelde wanden langs de sporen is een abstract motief aangebracht. Het perron is aan beide uiteinden verbonden met voetgangerstunnels onder de Prospekt Peremohy. De westelijke uitgang geeft aansluiting op het spoorwegstation Svjatosjyn, waar op het voorstadsnet kan worden overgestapt.